# Prodrive
Prodrive – brytyjska firma tuningowa z siedzibą w Banbury. Oddziały firmy znajdują się w: Niemczech, Stanach Zjednoczonych, Tajlandii i Australii. Zajmuje się projektowaniem, konstrukcją i przygotowaniem samochodów wyścigowych i rajdowych. Współpracowało m.in. z firmami Subaru i Aston Martin (obecnie jest jej właścicielem). Oddział technologiczny w Warwick projektuje samochody drogowe, jest także konsultantem wielu producentów samochodów.